# Шон Кілінг
Шон Кілінг  (англ. Shaun Keeling, 21 січня 1987) — південноафриканський веслувальник, олімпієць.

## Виступи на Олімпіадах
| Олімпіада  | Дисципліна                      | Місце |
| ---------- | ------------------------------- | ----- |
| Пекін 2008 | двійка розстібна без стернового | 5     |
| Ріо 2016   | двійка розстібна без стернового | 2     |